# Martin Eigner

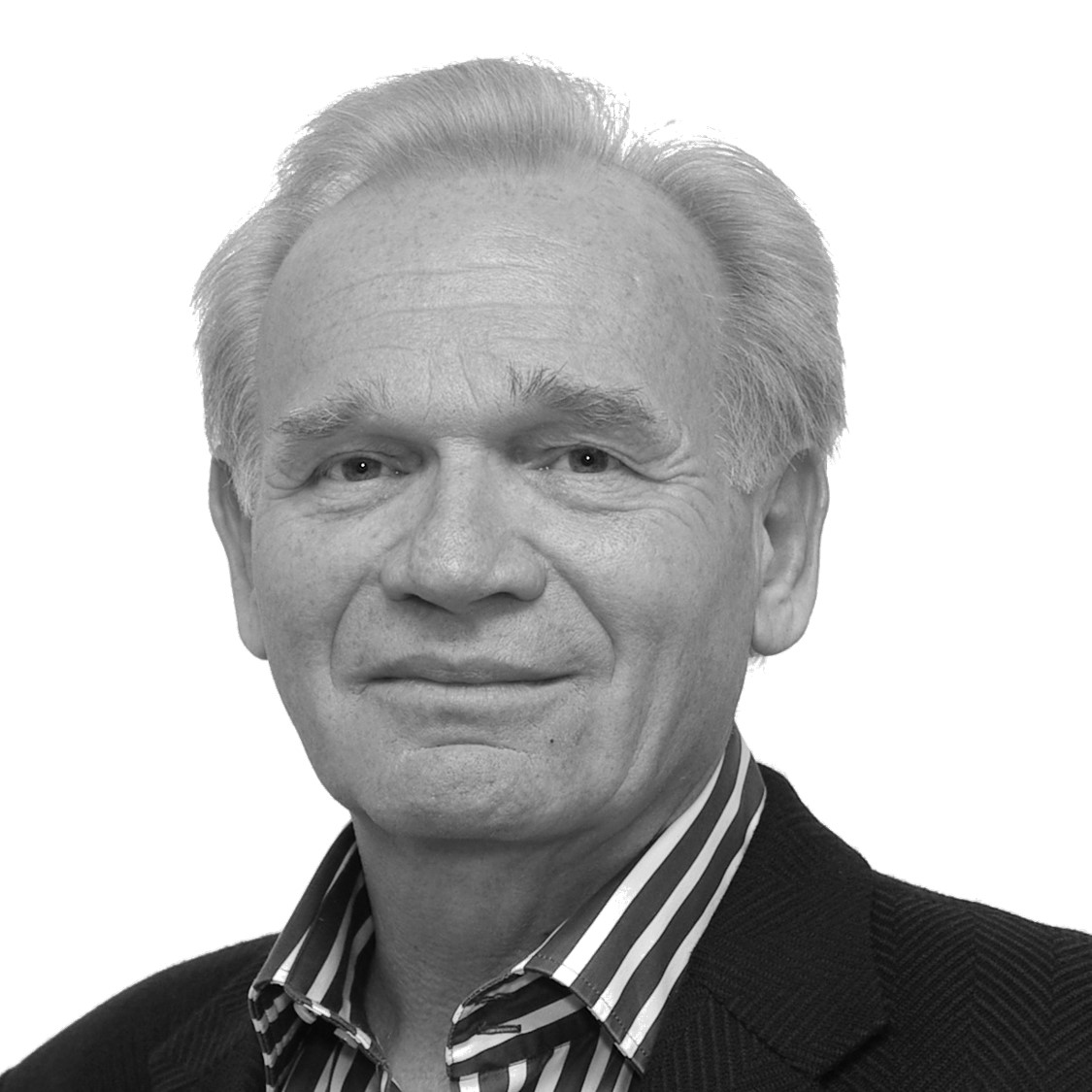
Martin Eigner

Martin Christian Eigner (* 9. Mai 1951 in Brandenburg an der Havel) ist ein deutscher Maschinenbauingenieur und war bis 2017 Universitätsprofessor und Inhaber des Lehrstuhls für Virtuelle Produktentwicklung an der TU Kaiserslautern. Er gilt als einer der Wegbereiter der Fachrichtungen Product Lifecycle Management und System Lifecycle Management.

## Leben
Eigner studierte von 1970 bis 1976 Maschinenbau an der Universität Karlsruhe (TH). Von 1977 bis 1980 folgte ein Promotionsstudium am Institut für Rechneranwendung in der Konstruktion. Im Jahr 1980 wurde er von Hans Grabowski mit der Arbeit „Semantische Datenmodelle als Hilfsmittel der Informationshandhabung in CAD-Systemen und deren programmtechnische Realisierung auf Kleinrechnern“ zum 'Dr.-Ing.' promoviert. Danach war Eigner von 1980 bis 1985 in der technischen Datenverarbeitung und Organisation der Robert Bosch GmbH in Bühlertal tätig, zunächst als Fachreferent und Gruppenleiter, später als Abteilungsleiter.
Im Jahr 1985 gründete er die Eigner & Partner GmbH, die er als geschäftsführender Gesellschafter und nach Umwandlung in eine Aktiengesellschaft als Vorstandsvorsitzender, später als CTO der Eigner Inc. in Waltham, Massachusetts (USA) leitete. Im Jahr 2001 gründete er die Beratungsfirma Eigner Engineering Consult, die er bis heute als Geschäftsführer leitet. Neben seiner unternehmerischen Tätigkeit ist Eigner seit 1984 in der universitären Lehre tätig. Im Jahr 1994 wurde er zum Honorarprofessor des Landes Baden-Württemberg berufen, 1999 wurde ihm eine Ehrenprofessur der Universität Karlsruhe (TH) verliehen. Von 2004 bis 2017 leitete er den Lehrstuhl für Virtuelle Produktentwicklung (VPE) der TU Kaiserslautern. Zu seinen Forschungsschwerpunkten zählten Arbeiten im Bereich Product Lifecycle Management (PLM), System Lifecycle Management (SysLM), Industrial Internet (inkl. Industrie 4.0 sowie Internet of Things (IoT) and Services (IoS) bzw. Internet of Everything (IoE)), Model-Based Systems Engineering (MBSE) sowie Product Line Engineering (PLE).
Ergänzend zu seiner beruflichen und wissenschaftlichen Tätigkeit engagiert Eigner sich in Gremien diverser Branchen- und Fachverbände. Martin Eigner ist Ehrenmitglied des Vereins Deutscher Ingenieure (VDI). Bereits im Jahr 1985 wurde ihm der Ehrenring des VDI verliehen. Im Jahr 2009 erhielt er mit der Fakultät Maschinenbau und Verfahrenstechnik der TU Kaiserslautern den Preis im „Wettbewerb für exzellente Lehre“ des Stifterverbands für die Deutsche Wissenschaft. Im gleichen Jahr wurde er von UNICUM und KPMG als Deutschlands Professor des Jahres im Bereich Ingenieurwissenschaften ausgezeichnet. Im Jahr 2010 verlieh der Akademische Rat der TU Sofia Martin Eigner die Goldmedaille und Ehrenurkunde anlässlich des 20-jährigen Bestehens der Fakultät für deutsche Ingenieur- und Betriebswirtschaftsausbildung und seinen Beitrag zum Aufbau und zur Weiterentwicklung der Fakultät sowie für die Popularisierung der TU Sofia in der Bundesrepublik Deutschland.

## Privates
Martin Eigner ist passionierter Hubschrauberpilot und Präsident des Deutschen Hubschrauberclubs. Bei der Offenen Deutschen Hubschraubermeisterschaft im Jahr 2014 landeten Martin Eigner und sein Kopilot Thorsten Strohmaier ganz vorn. Sie wurden zum ersten Mal Deutsche Meister. Die Platzierung hat auch Einfluss auf eine mögliche Qualifikation für die kommende Weltmeisterschaft im Jahr 2015. Mit dem Team Deutschland erreichten Martin Eigner und Thorsten Strohmaier den vierten Platz in der Nationenwertung bei der Hubschrauber-Weltmeisterschaft 2015. Beim European Helicopter Cup 2016 belegten Martin Eigner und Kopilot den ersten Platz in der Disziplin Navigation und wurden außerdem Deutscher Vizemeister 2016.  
Im Fokus des Wettbewerbs steht Hubschrauber-Präzisionsfliegen, bei dem die aus Pilot und Kopilot bestehenden Hubschrauberbesatzungen ihr Können messen. Es werden Geschicklichkeits- und Navigationswettbewerbe ausgetragen, die realen Rettungseinsätzen von Hubschraubern – etwa bei Naturkatastrophen wie Hochwasser oder Lawinenabgängen – nachempfunden sind und somit einen ganz ernsten Hintergrund besitzen. Die einzelnen Disziplinen entsprechen dabei denen, die auch bei Weltmeisterschaften absolviert werden, und sind nach den Vorgaben und dem Regelwerk der Fédération Aéronautique Internationale (FAI) angesetzt. Zu den standardisierten Aufgaben zählen Navigationsflug, Slalom, Fender Rigging und Präzisionsschwebeflug.

## Wissenschaftliche Ehrungen und Auszeichnungen
- Lehre plus Preis der TU Kaiserslautern für „Crowd Engineering in der Cloud - Smart Engineering Education im Kontext von Industrie 4.0“ (2016)[10]
- Lehre plus Preis der TU Kaiserslautern für „Industrie 4.0“ und „Informationstechnologie“ (2014)[11]
- ORACLE Enterprise PLM Innovation Award (2013)[12]
- Verleihung der Goldmedaille und Ehrenurkunde der TU Sofia (2010)
- Auszeichnung mit dem Titel 'UNICUM Professor des Jahres' (2009)
- Preis im 'Wettbewerb für exzellente Lehre' des Stifterverbands für die Deutsche Wissenschaft (2009)
- Ernennung zum Honorarprofessor der Universität Karlsruhe (TH) (1999)
- Ernennung zum Honorarprofessor des Landes Baden-Württemberg (1994)
- Verleihung des VDI-Ehrenrings (1985)

## Schriften
- Das Industrial Internet - Engineering Prozesse und IT-Lösungen In: U. Sendler (Hrsg.): Industrie 4.0 grenzenlos. 2. Auflage. Springer Verlag, Berlin/Heidelberg 2016, ISBN 978-3-662-48277-3, S. 137–168.
- mit D. Roubanov und R. Zafirov (Hrsg.): Modellbasierte Virtuelle Produktentwicklung. 1. Auflage. Springer Verlag, Berlin/Heidelberg 2014, ISBN 978-3-662-43815-2.
- Modellbasierte Virtuelle Produktentwicklung auf einer Plattform für System Lifecycle Management. In: U. Sendler (Hrsg.): Industrie 4.0 – Beherrschung der industriellen Komplexität mit SysLM. 1. Auflage. Springer Verlag, Berlin/Heidelberg 2013, ISBN 978-3-642-36916-2, S. 91–110.
- mit R. Anderl, U. Sendler und R. Stark (Hrsg.): Smart Engineering - Interdisziplinäre Produktentstehung. (= acatech Diskussion). 1. Auflage. Springer Vieweg Verlag, Berlin/Heidelberg 2012, ISBN 978-3-642-29371-9.
- mit R. Stelzer: Product Lifecycle Management – Ein Leitfaden für Product Development und Lifecycle Management. 2. Auflage. Springer, Berlin/Heidelberg 2009, ISBN 978-3-540-44373-5.